# Sao được đặt tên theo người
Trong vài thế kỷ qua, cố một số lượng không nhiều các vì sao được đặt theo tên cá nhân. Việc này là bình thường khi chuyện đặt tên này tuân thủ quy ước đặt tên thiên văn do IAU quy định. Hầu hết các ngôi sao không được đặt tên riêng, thay vào đó, dựa vào chỉ định chữ và số trong danh mục sao. Tuy nhiên, một vài trăm đã có một trong hai tên truyền thống lâu đời (thường là từ tiếng Ả Rập) hoặc tên lịch sử từ việc sử dụng thường xuyên.
Ngoài ra, nhiều ngôi sao có chỉ định danh mục chứa tên trình biên dịch hoặc người khám phá của họ. Điều này bao gồm Wolf, Ross, Bradley, Piazzi, Lacaille, Struve, Groombridge, Lalande, Krueger, Mayer, Weisse, Gould, Luyten và những người khác. Ví dụ, Wolf 359, được phát hiện và lập danh mục bởi Max Wolf.

## Tên được phê duyệt

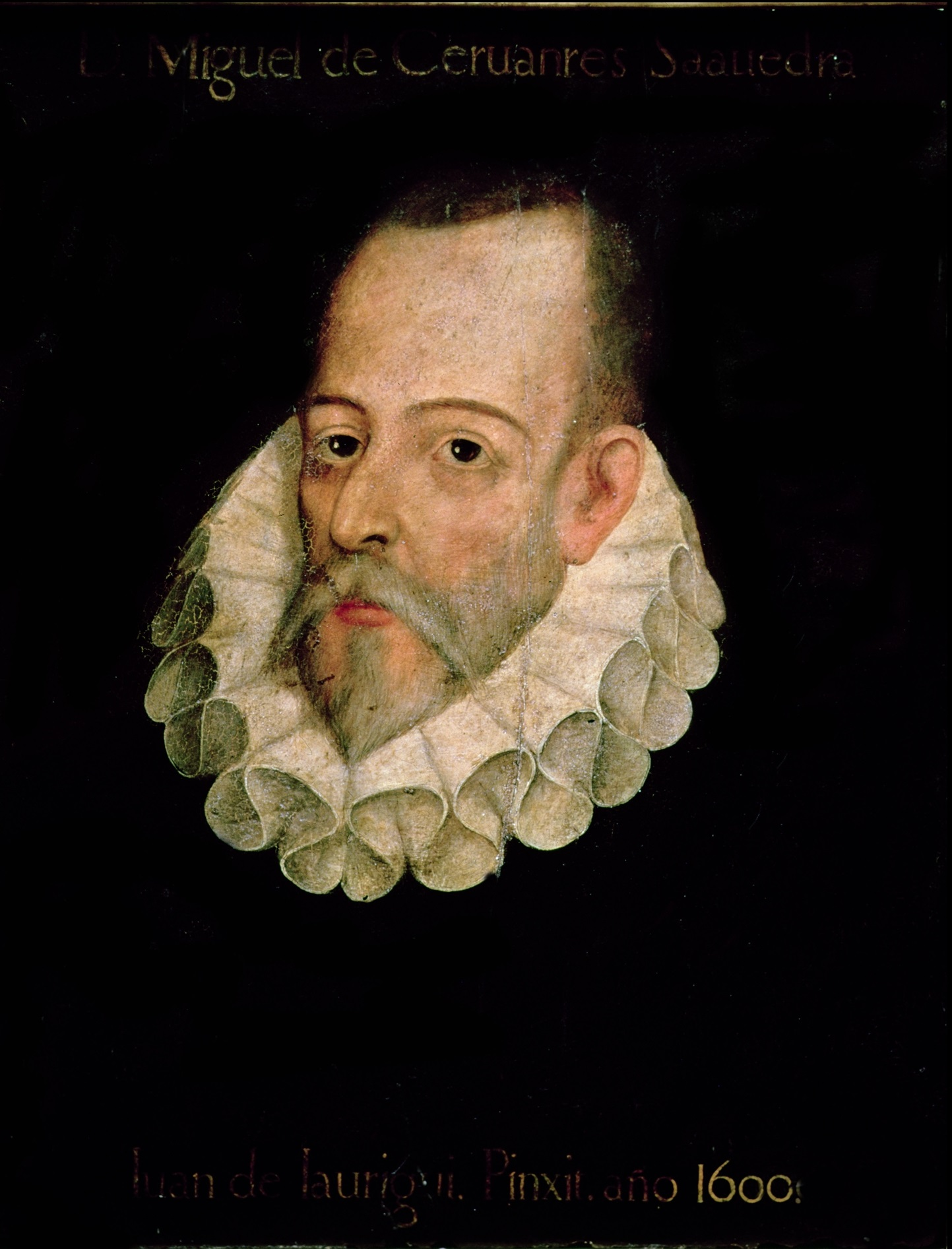
Cervantes Jáuregui

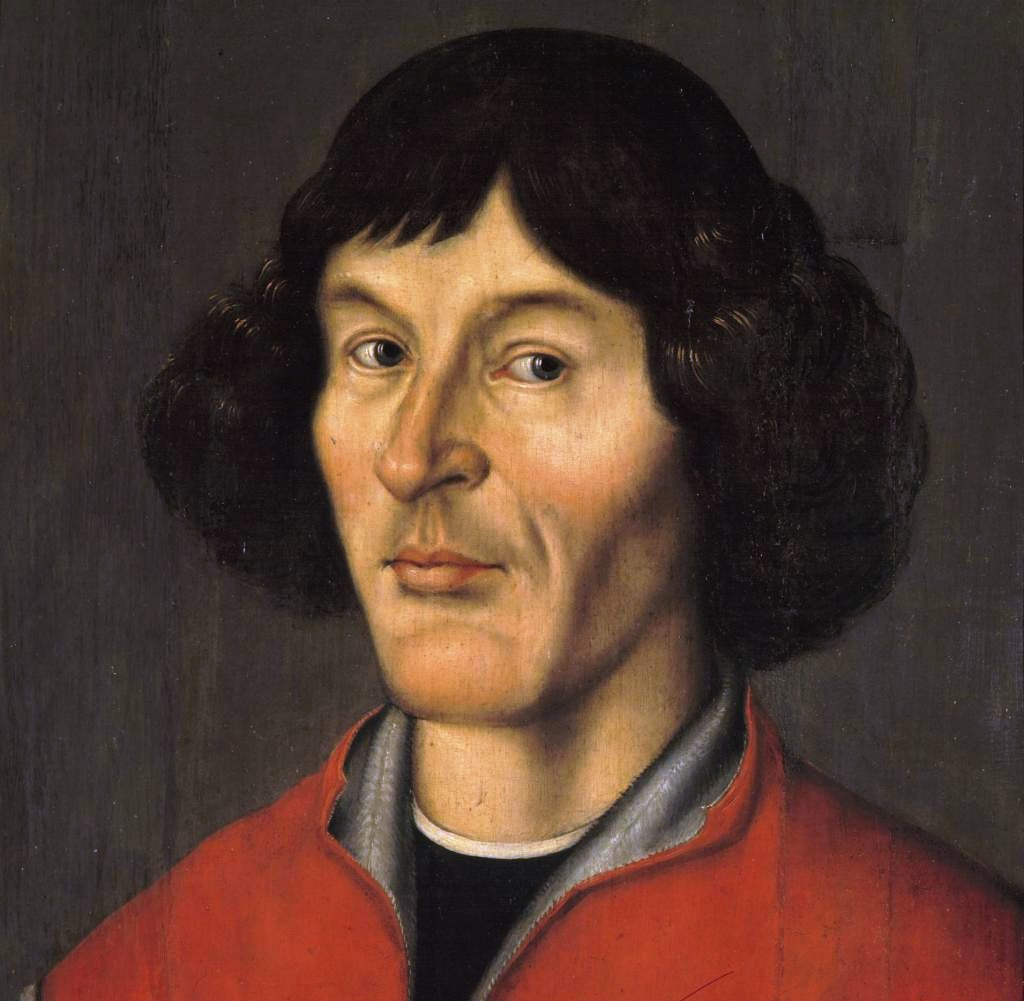
Nikolaus Kopernikus

Việc đặt tên cho các cơ quan thiên văn được kiểm soát bởi Liên minh Thiên văn Quốc tế (IAU), đặt ra các tiêu chuẩn nghiêm ngặt cho việc đặt tên này.
Vào tháng 7 năm 2014, IAU đã đưa ra một quy trình đặt tên riêng cho các hành tinh ngoại lai và ngôi sao chủ của chúng. Kết quả công bố cuối năm 2015 với việc chấp nhận 2 danh pháp.
1. Ngôi sao dãy chính lớp G Mu Arae có tên phụ Cervantes theo tên nhà văn, kịch giả ngườì Tây Ban Nha Miguel de Cervantes
2. Hệ sao đôi 55 Cancri gồm 1 sao lớp G 55 Cancri A và một sao lùn đỏ 55 Cancri B có vị trí biểu kiến nằm về chòm sao Cự Giải; sao chính 55 Cancri A có tên riêng là Copernicus lấy theo tên nhà thiên văn học Ba Lan Mikołaj Kopernik.[4]
3. Sao Barnard lấy tên theo nhà thiên văn học người Mỹ Edward Emerson Barnard.
4. Cor Caroli nghĩa là Trái tim của Charles